# 서울드와이트외국인학교
서울드와이트외국인학교(Dwight School Seoul)는 서울특별시 마포구 상암동에 있는 외국인학교이다. 유치원부터 고등학교까지의 과정이 편성되어 있다.

## 연혁
- 2012년 8월 20일 : 개교